# Foreign Exchange (televisieserie)
Foreign Exchange is een Australische jeugdtelevisieprogramma dat werd gemaakt door de Ierse omroep Radio Telefís Éireann (RTÉ) en de omroep Southern Star Entertainment en Magma Films. Alles verliep in samenwerking met Screenwest.
De serie vertelt het verhaal over Hannah O'Flaherty, een Iers meisje dat naar een internaat gaat, en Brett Miller, een typisch Australische jongen die van surfen houdt. Ze ontmoetten elkaar doordat er zowel in de kelder van het internaat als in de kamer van Brett een portaal zit waardoor beiden naar de andere kant van de wereld kunnen gaan. Zij gaat van Ierland naar Perth en hij van Perth naar de Ierse school. Er werd slechts één reeks gemaakt in 2004, maar men speculeert dat er nog een tweede zal komen.

## Televisie
De serie wordt in Ierland uitgezonden door RTÉ.
In België zendt Ketnet de serie geregeld uit.

## Personages
- Lynn Styles als Hannah O'Flaherty
- Zachary Garred als Brett Miller
- Danielle Fox-Clarke als Tara Keegan
- Joel Turner als Wayne Payne
- Robert Sheehan als Cormac MacNamara
- Chelsea Jones als Meredith Payne
- Barbara Griffin als Miss Murphy
- Peter Dineen als Seamus McCracken
- Kirsty Hillhouse als Jackie Miller-Payne
- Greg McNeill als Craig Payne
- Dan Colley als Martin
- Isobel Greene als Bernadette